# 横浜ゴム
横浜ゴム株式会社（よこはまゴム、英文社名 : The Yokohama Rubber Co., Ltd.）は、神奈川県平塚市に本社を置く、古河グループのタイヤ・ゴムメーカー。2016年度のタイヤ販売額シェアで、日本国内ではブリヂストン、住友ゴムに次いで第三位。世界では第八位である。日経平均株価およびJPX日経インデックス400の構成銘柄の一つ。
ヨコハマタイヤのブランド名で知られる。かつてはドイツのコンチネンタルタイヤの総輸入元であったが同社の日本法人設立に伴い、販売代理店となる。

## 歴史

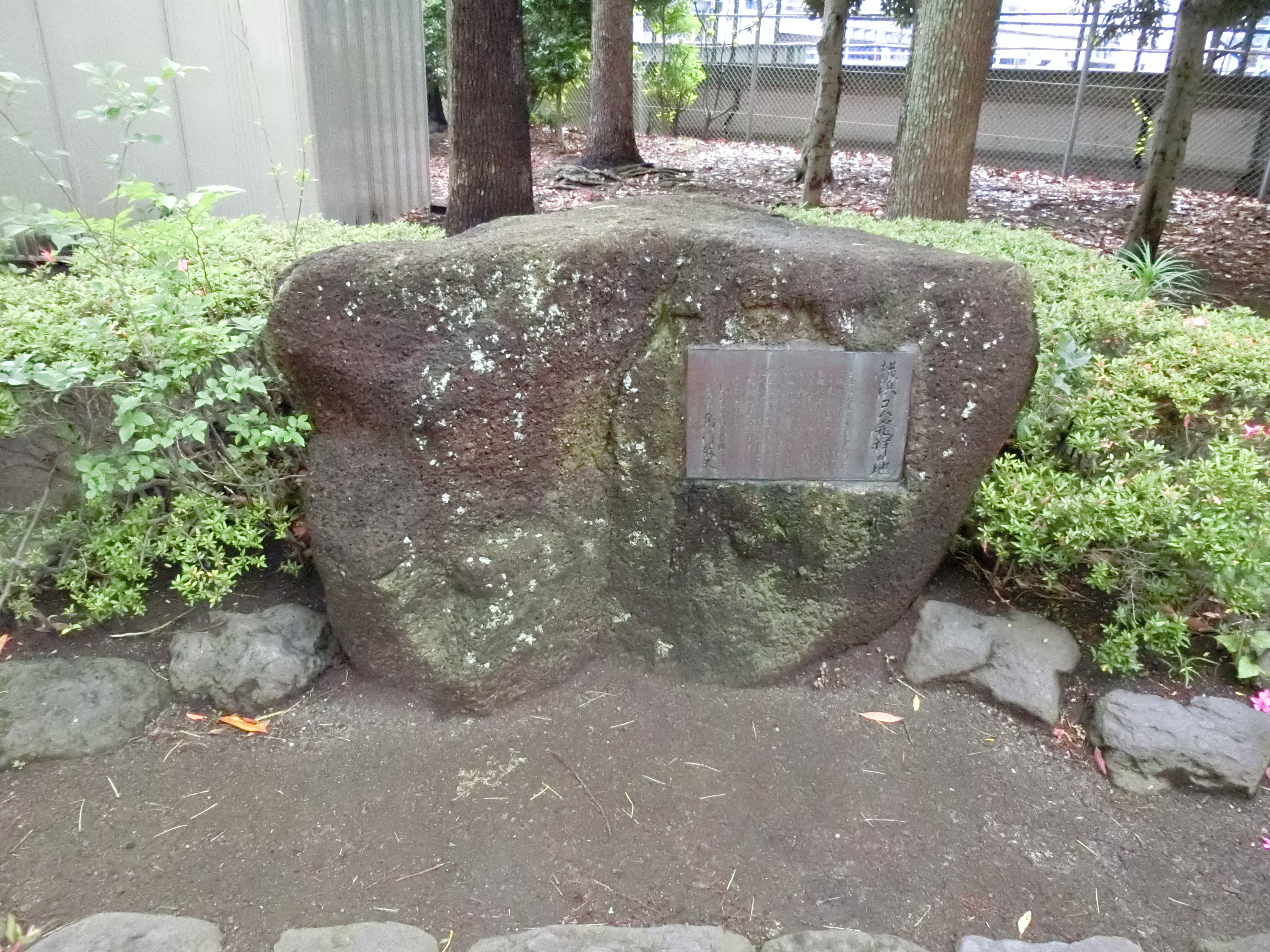
横浜ゴム発祥の地碑（横浜市西区平沼）

- 1917年10月13日 - 橫濱電線製造（現在の古河電工）とアメリカ合衆国のBFグッドリッチ[注釈 1]の合弁で、横浜市に橫濱護謨製造株式會社として設立。
- 1920年 - 横浜市平沼町に平沼工場完成。米国製の精錬、ベルト、ホース、タイヤ製造設備を導入し、ベルト、タイヤなどの製造を開始。
- 1929年 - 関東大震災で倒壊した平沼工場に代わり、鶴見区平安町に横浜工場が完成。
- 1937年 - それまで「グッドリッチ」ブランドで売られていたタイヤを「ヨコハマ」ブランドに変更。
- 1941年 - 上海に「興亜護謨工業」設立。天津に「怡豊橡皮工廠」設立。
- 1942年 - シンガポールにゴム工場設立
- 1943年 - 三重工場完成。
- 1946年 - 三島工場完成。
- 1952年 - 平塚製造所第1期完成。旧横浜工場の機能を移転させる。
- 1950年4月 - 東証と大証の第一部に上場。
- 1952年 - 神奈川県の平塚工場建設第1期が完成。
- 1959年 - 台湾の「南港輪胎」と技術供与契約。
- 1961年10月 - 名証の第一部に上場。東京の新橋に本社ビル「浜ゴムビルヂング」竣工。
- 1963年 - ハンコックタイヤと技術供与・技術提携[5]。
- 同年10月 - 商号を横浜ゴム株式会社に変更。新城工場完成。
- 1964年 - 愛知県の新城工場が操業開始。平塚市中原にハマタイト（接着剤）工場建設。
- 1968年 - 平塚製造所にタイヤ走行試験路完成。
- 1969年11月 - アメリカにヨコハマタイヤコーポレーションを設立。
- 1970年7月7日 - ハマゴムエイコム株式会社を設立。
- 1973年7月 - アメリカのエイロクイップ社と合同で横浜エイロクイップを設立。
- 1983年11月 - 株式会社スポーツコンプレックスを設立。
- 1986年4月 - 株式会社ユアーズを設立。
- 1988年11月 - 東洋ゴム工業（現・TOYO TIRE）とアメリカのゼネラルタイヤ社と合弁でGTYタイヤカンパニーをアメリカに設立。
- 1989年10月 - アメリカのモホークラバーカンパニーを買収。
- 1992年7月 - モホークラバーカンパニーをヨコハマタイヤコーポレーションと合併。
- 1996年
  - 5月 - 株式会社アライズを設立。
  - 6月 - フィリピンに川鉄商事株式会社（現・JFE商事株式会社）と合弁でヨコハマタイヤ・フィリピンINC.を設立。
  - 7月 - タイ王国にヨコハマラバー（タイランド）CO.,LTDを設立。
- 1997年11月 - ベトナムに三菱商事やサザン・ラバー・インダストリー・カンパニーと合弁でヨコハマタイヤ・ベトナム・カンパニーを設立。
- 2002年4月 - ドイツのコンチネンタル社と合弁でヨコハマコンチネンタルタイヤ株式会社を設立。
- 2004年
  - 1月 - タイにティー・サイアム・コマーシャル・カンパニーと合弁でヨコハマタイヤ・マニファクチュアリング（タイ）CO.,LTDを設立。
  - 10月 - 子会社の横浜ハイデックス株式会社を吸収合併。
- 2005年11月 - 上海に横浜橡胶（中国）有限公司を設立。
- 2006年
  - 1月 - 中国に横浜橡胶（中国）有限公司と山東躍馬胶帯有限公司の合弁で山東横浜橡胶工業有限公司を設立。
  - 4月 - 横浜橡胶（中国）有限公司の出資により、中国に蘇州横浜輪胎有限公司を設立。
- 2007年1月 - インドにヨコハマ・インディアを設立。
- 2009年
  - 3月 - 航空機用タイヤの生産・販売から撤退することを発表。
  - 7月 - 各地域ごとのタイヤ販売会社を統合し、「ヨコハマタイヤジャパン」を設立。
- 2010年10月 - 各地域の工業用ゴム製品販売会社（横浜ゴムMBX）を統合し「横浜ゴムMBジャパン」を設立。
- 2012年5月 - 2008年にロシアで自動車タイヤの生産を目的に設立されたヨコハマR.P.Z.（横浜ゴム80%、伊藤忠商事20%の出資）が、リペツク州リペツク特別経済区で新乗用車用タイヤ工場を完成して、5月30日に現地で開所式を開催した。ロシアは日本、米国、中国に次ぐ4番目に大きな市場となっていて、タイヤ販売会社Yokohama Russia L.L.C.を中心に大手卸売会社、小売店を通じて販売される[6]。
- 2013年12月 - 韓国大手のタイヤメーカー、クムホタイヤ（光州市）と技術提携の協議に入ることで基本合意したと発表。
- 2016年
  - 3月 - オランダの農機・建機用タイヤメーカーであるATG（アライアンス・タイヤ・グループ）を買収[7]。
  - 3月 - コンチネンタルAGとの合弁事業を解消し、ヨコハマコンチネンタルタイヤを清算。
- 2017年　3月 - 愛知タイヤ工業株式会社を買収　。
- 2018年7月 - クムホタイヤ（KUMHO TIRE Co., Inc.）との間で締結していた技術提携を解消。
- 2020年
  - 10月30日 - 浜ゴム不動産株式会社を合併。
  - 12月 - 名証第一部上場廃止[8]。
- 2021年11月1日 - ハマタイト（建築用防水資材）事業をスイス・Sika社に売却[9]。
- 2022年2月17日 - 工業用・自動車用ホースや航空機部品等のMB事業の再編を発表。また、それと同時に本社機能を2023年3月までに平塚市の平塚製造所へ移転することも発表された[10]。なお、本社移転については2021年4月9日に平塚市が発表しており[11]、新橋の本社ビルも売却することも2021年に発表されている。また、一部事業は港区に新設する東京事務所に移すことも発表されている[12]。

## 歴代社長
- 01代　1917年－1918年　河井浩
- 02代　1918年－1920年　木部守一
- 03代　1920年－1922年　河井浩
- 04代　1922年－1946年　中川末吉
- 05代　1946年－1948年　稲垣平太郎
- 06代　1948年－1955年　天本淑朗
- 07代　1955年－1963年　尾山和勇
- 08代　1963年－1965年　中根孝
- 09代　1965年－1973年　島崎敬夫
- 10代　1973年－1977年　吉武廣次
- 11代　1977年－1981年　玉木泰男
- 12代　1981年－1987年　鈴木久章
- 13代　1987年－1993年　本山一雄
- 14代　1993年－1999年　萩原晴二
- 15代　1999年－2004年　冨永靖雄
- 16代　2004年－2011年　南雲忠信
- 17代　2011年－2017年　野地彦旬
- 18代　2017年－2024年　山石昌孝
- 19代　2024年－　　　　  清宮真二

## 主なブランド

### 自動車用タイヤ

#### 乗用車用
- ADVAN（アドバン)
  - 当初はレース指向のタイヤブランドであったが、後の同社のブランド戦略により現在は以前のASPECやAVSに相当するコンフォート系やトータルバランス系も含む各カテゴリーのフラッグシップブランドとなっている。
  - スーパーフォーミュラ（ワンメイク）、SUPER GT等に出場している車両にタイヤを提供している。往年のキャッチコピーは“Get A Step Ahead”だった。同項目も参照のこと。
  - ADVAN NEOVA、ADVAN Sport（AVS Sportの後継）、ADVAN dB（ASPEC dB→DNA dBの後継）、ADVAN FLEVA、ADVAN S/T（AVS S/Tの後継/SUV用）が現行モデル。この他にSタイヤ等のモータースポーツ用タイヤも販売している。
  - なお、Sタイヤの名称が生まれた由来は本ブランドのA021に書かれていた「Semi Racing Tire」である。公道走行可能なのに「Racing」の表記は倫理上問題ありとの意見が社内外から出たため次期モデルA032からは「Racing」が消え「Semi」の略である「S」のみが残り現在の名称となった。

- DNA（ディーエヌエー）

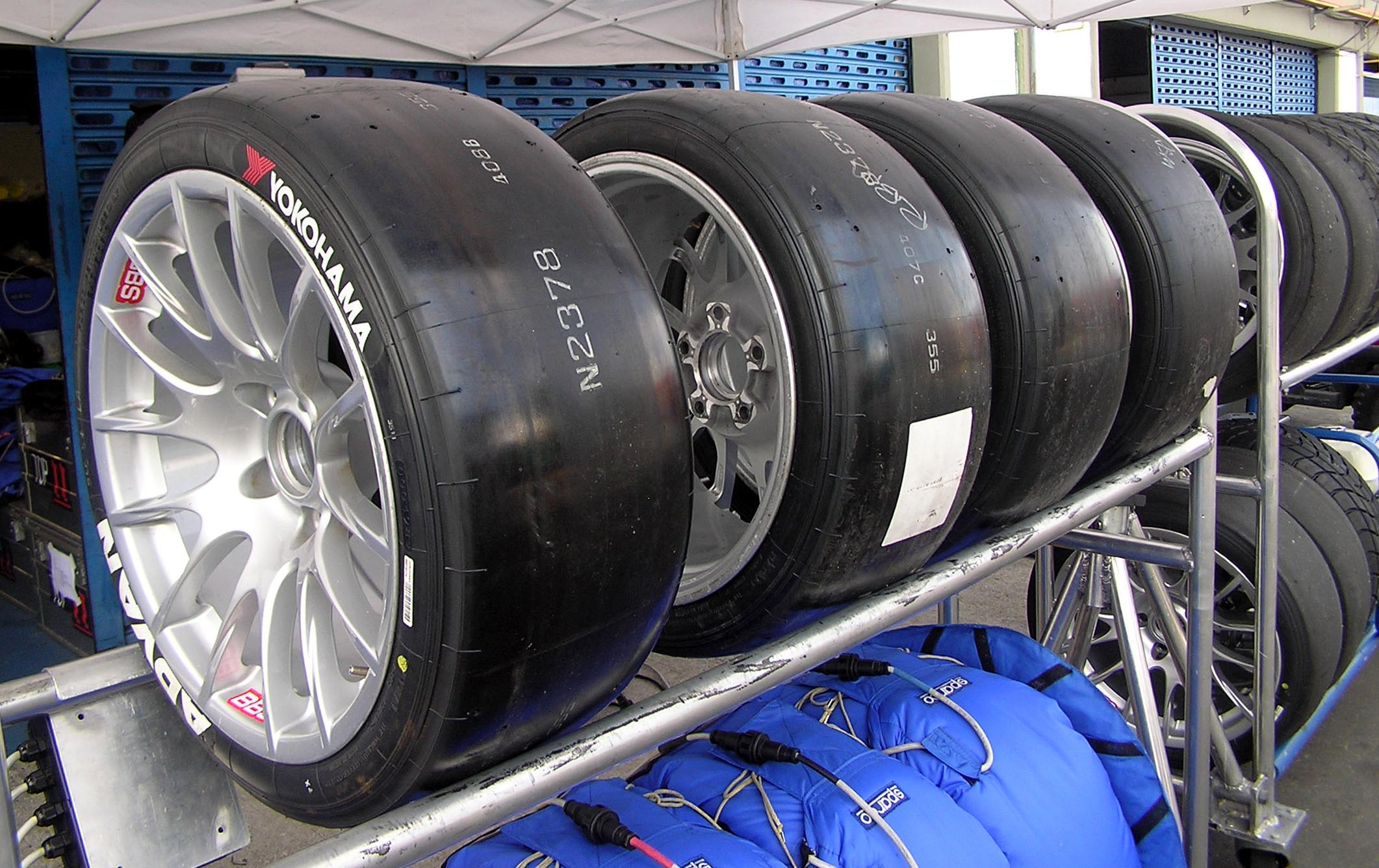
世界ツーリングカー選手権に供給されていたタイヤ（2006年）

  - 1998年に国内メーカーとしては他社に先駆けて発売された低燃費志向のタイヤブランド。ただしこのコンセプトは先に発売されていたミシュラン社のグリーンタイヤ（当時）を意識したものである。DNAは 「Driving NVH Assessment」の略である。当初のDNA ES01/02は一部の低燃費車向け及びAVSブランドのコンフォート系の後継モデルだったが後にASPEC/GRAND PRIX/AVIDの主要な3ブランドがDNAブランドに吸収されたため2000年代の主力ブランドだった。
  - DNAブランドは基本的に国内専用であり、海外では同等のモデルがYOKOHAMAブランドやAVSブランドで販売されている（例：DNA S.drive→YOKOHAMA S.drive、DNA dB EURO→AVS dB）。
  - CMに巨大な風力発電施設を始めとした雄大な地球の風景を採用、MEGARYU（2006年）、MONKEY MAJIK（2007年）が歌うCMソングも話題になり、2005年にはDef TechがこのCMがきっかけでブレイクした。
  - DNA ECOS（現在は単に「ECOS」のブランド名で同社のエントリーモデルとなった）、DNA S.drive（現：S.drive。DNA GPの後継）が現行モデル。
  - なお、DNA ECOSは2012年現在は同社のエントリーモデルであるが、2001年の発売当時は中級モデルの位置付けであった。その後実質的な後継モデルであるDNA Earth-1/BluEarth AE-01F/BluEarth-A等が発売されたため、当時のエントリーモデルだったA200やAVIDシリーズの後継に充てられ低価格化して継続販売しているものである。こうした同一モデルを値下げしながらポジションを変え長期間販売することは国内のタイヤメーカーとしては珍しい（ピレリなどでは似たような例がある）。
  - 2010年以降は後述のBluEarthブランドの立ち上げおよび拡大展開に伴い徐々に展開が縮小されている。
  - 過去にはDNA ES01/02（初代モデル）、DNA Earth-1、DNA dB/DNA dB ES501、DNA dB EURO、DNA dB super E-spec（ハイブリッドカー向け）、DNA GP、DNA map-RV/DNA map（ミニバン用）、DNA GRAND map（大型ミニバン用）、DNA map-i（ローダウン車向け）等が発売された。

- BluEarth（ブルーアース）
  - DNAシリーズに代わる新たな世界共通の中核ブランドとして登場。現在の主力ブランド。2010年7月に初代モデルのAE-01発売。なお英文の綴りは「Blue Earth」ではないので注意。
  - CMではブランド名にちなみ青空や水面の映像が多用されているほか、CM曲にはlecca（2010年）、Rake（2011年）、絢香（2012年）、秦基博（2013年）、ゆず（2014年）が起用された。2023年から俳優の吉岡里帆が起用されている[13]。なお、吉岡は「iceGUARD」のCMにも出演している[14]。
  - AE-01（値下げ前のDNA ECOSの後継）、RV-01/RV-02（DNA mapシリーズの後継）、BluEarth-A（DNA Earth-1の後継）、BluEarth-1（DNA dB super E-specの後継、ハイブリッドカー向け）が現行モデル。BluEarth-Aより、環境に配慮した小型ラベルに変更されている。
  - 新車向けにはダイハツ・ミライースがBluEarth A34、トヨタ・アクアの14インチ仕様がS73 BluEarthを装着。
  - 2015年秋、「BluEarth-A」の一部モデルにチェルシーFCとのパートナーシップを記念してクラブロゴをサイドパターンに刻んだ「チェルシーFCエディション」を設定し、タイヤガーデンおよびグランドスラム限定で受注販売している（日本の他、世界各地でも同様のキャンペーンを実施）。

- GEOLANDAR（ジオランダー）
  - SUV(スポーツ用多目的車)用タイヤブランド。
  - M/T+、A/T-S、H/T-S、SUVが現行モデル。

- PARADA（パラダ）
  - トレッドパターンに特徴のあるファッション性重視のブランド。一時は輸出向け専用になっていたが近年になってSUV用のPARADA Spec-Xとして国内向けが復活した。

- iceGUARD（アイスガード）
  - スタッドレスタイヤ。ガーデックスの後継ブランド。かつてはCMキャラクターに織田裕二を起用していたが2011年にはロシアの絵本キャラクター・チェブラーシカを起用。また同年製のタイヤからは「BluEarthコンセプト」のラベルが添付されている。以降、CM曲には矢沢永吉（2012年）、GLAY（2013年）、スキマスイッチ（2014年）、久保田利伸（2015年）が起用された。2023年から吉岡里帆、ウルトラセブンが出演している[14]。
  - 最新モデルは2013年発売のiceGUARD Evolution（北海道限定発売）で、他にも現行商品としてiceGUARD BLACK、iceGUARD3x、iceGUARD5、iceGUARD iG30V（商用車用）がある。
  - 輸出用には「W-drive」というブランドがある。

- TAXI TOURING（タクシーツーリング）
  - タクシー用ラジアルタイヤ。
  - 最新製品は2021年11月発売[注釈 2]のTAXI TOURING A/S（オールシーズンタイヤ）[注釈 3]で、他にも現行商品としてTAXI TOURING 898（夏タイヤ）がある。

- DURAN（デュラン）→ZERIOUS（ゼリオズ）
  - 出光興産の子会社であるアポロリンク[注釈 4]のプライベートブランド（OEM扱い）。ZERIOUSは出光（アポロステーション）系列のガソリンスタンド、DURANは旧出光系列のガソリンスタンド限定で販売される。
  - 最新製品は2022年4月発売の「ZERIOUSタイヤ」及び「ZERIOUSタイヤ for VAN」[15]。他の現行製品として、2011年8月発売の「DURAN Mu:TECH ECO」[16]がある。

##### 過去のブランド
- AVS（エイブイエス）
  - Advanced Vehicle Systemの略で、当時のADVANやASPECよりも上位のフラッグシップブランド。
  - 当初はコンフォート系とスポーツ系の2ライン用意されていたが、後にコンフォート系モデルはASPEC→DNAシリーズの上位モデルに吸収され末期はスポーツ系のみとなっていた。
  - 2005年のブランド戦略見直しにより国内向けAVSブランドはADVANに統合されAVS Sportの後継はADVAN Sport、AVS S/Tの後継はADVAN S/Tとなっている。
  - ↑により現在タイヤは輸出用のみ存在するが、同ブランドのアルミホイールは現在もカスタムカー愛好者などの間で人気が高い。

- ASPEC（アスペック）
  - コンフォート志向のタイヤブランド。
  - 一般向けに発売された商品は1998年に発売された「ASPEC dB(デシベル)」及び同社初のミニバン専用タイヤの「ASPEC MV」が最後となっており、DNAシリーズの一つである「DNA dB」を経て現在はADVANブランドのひとつとなる「ADVAN dB」となっている。ミニバン専用タイヤもその後DNAシリーズに組み込まれ「DNA map-RV」→「DNA map」と経て「BluEarth」シリーズの「BluEarth RV-01（→RV-02）」となっている。
  - ただし、自動車メーカー向けにOEM供給している（新車に最初から取り付けてある）タイヤにはASPECのブランドは残っている。また、OEM用には単に「dB」としたブランドも用意されている。

- GRAND PRIX（グランプリ）
  - ADVANの下に位置するスポーティーカー向けのタイヤブランド。
  - 1980年代末〜1990年代に掛けて「Europa」「M3」「M3R」「M5」「M7」「M7R」などが発売され人気を博したが、1999年にDNAシリーズに統合されて「DNA GP(GRAND PRIX)」となり、その後継モデルは「DNA S.drive」となっている。
  - なお、輸出用タイヤには「C-drive」「A-drive」というブランドもある。

- AVID（エイビッド）
  - インチアップユーザー向けの低価格ロープロファイルタイヤブランド。現在はDNA ECOSの低偏平モデルが事実上の後継となっている。
  - ただし、海外向けのOEM供給タイヤにはAVIDのブランドは残っている（30系トヨタ・プリウスの北米仕様の15インチタイヤやGP・GJ型スバル・インプレッサの北米仕様16インチタイヤ等）。

- INTECH（インテック）
  - 「GRAND PRIX」の下に位置する普及価格のラジアルタイヤとして1983年にデビュー。
  - かつてはポール・フレールやニキ・ラウダらが、サーキットで走行テストするCMが話題になった。寺尾聰や稲垣潤一、もんたよしのりのCMソングも大ヒットした。その後「INTEC ORPHEUS」と改名した後に消滅。その後ASPECシリーズの下位モデルに統合された後、事実上の後継は「DNA ECOS」。

- G.T.SPECIAL（ジー・ティー・スペシャル）
  - 1967年にヨコハマ初のラジアルタイヤとして発売。以降、ADVANの登場まではヨコハマタイヤの代名詞的ブランドとして使われた。一部サイズが旧型車両向けに継続して製造されていたが、2019年より「G.T.SPECIAL CLASSIC」（ジー・ティー・スペシャル クラシック）の名で旧型車両向けブランドとして復活。
  - トレッドパターンやロゴは当時のデザインを踏襲するが、素材や構成は現代の使用に耐えうる新しい技術が導入されているという。

- GUARDEX（ガーデックス）
  - 初代スタッドレスタイヤブランド。

#### トラック用
- デリバリースター - 小型トラック用のタイヤブランド。後述の「JOB」に移行。
- JOB（ジョブ） - 同上。
- プロフォース - 大型トラック用のタイヤブランド。後述の「ZEN」に移行中で、現在は規模を縮小中である。
- ZEN（ゼン） - 同上。

### オートバイ用タイヤ
（現在は撤退し、製造機器や金型は大阪発祥メーカーのシンコータイヤに引き継がれている。）
- プロファイヤー - 二輪車用バイアスハイグリップタイヤの草分け的存在。スクーター用から大排気量車用までラインナップ
- ゲッター 二輪車用ラジアルハイグリップタイヤブランド。国内レース界ではチームゲッターとして活躍。

シンコータイヤに引き継がれたあと、プロファイヤーやゲッターのパターンでドラッグレースにタイヤを提供し、ワールドレコードを樹立し、アメリカ、日本、韓国で評価を得ている。

### その他
- PRGR（プロギア）- ゴルフ用品ブランド。

## 主要事業所
製造部門
- 茨城工場 - 茨城県小美玉市

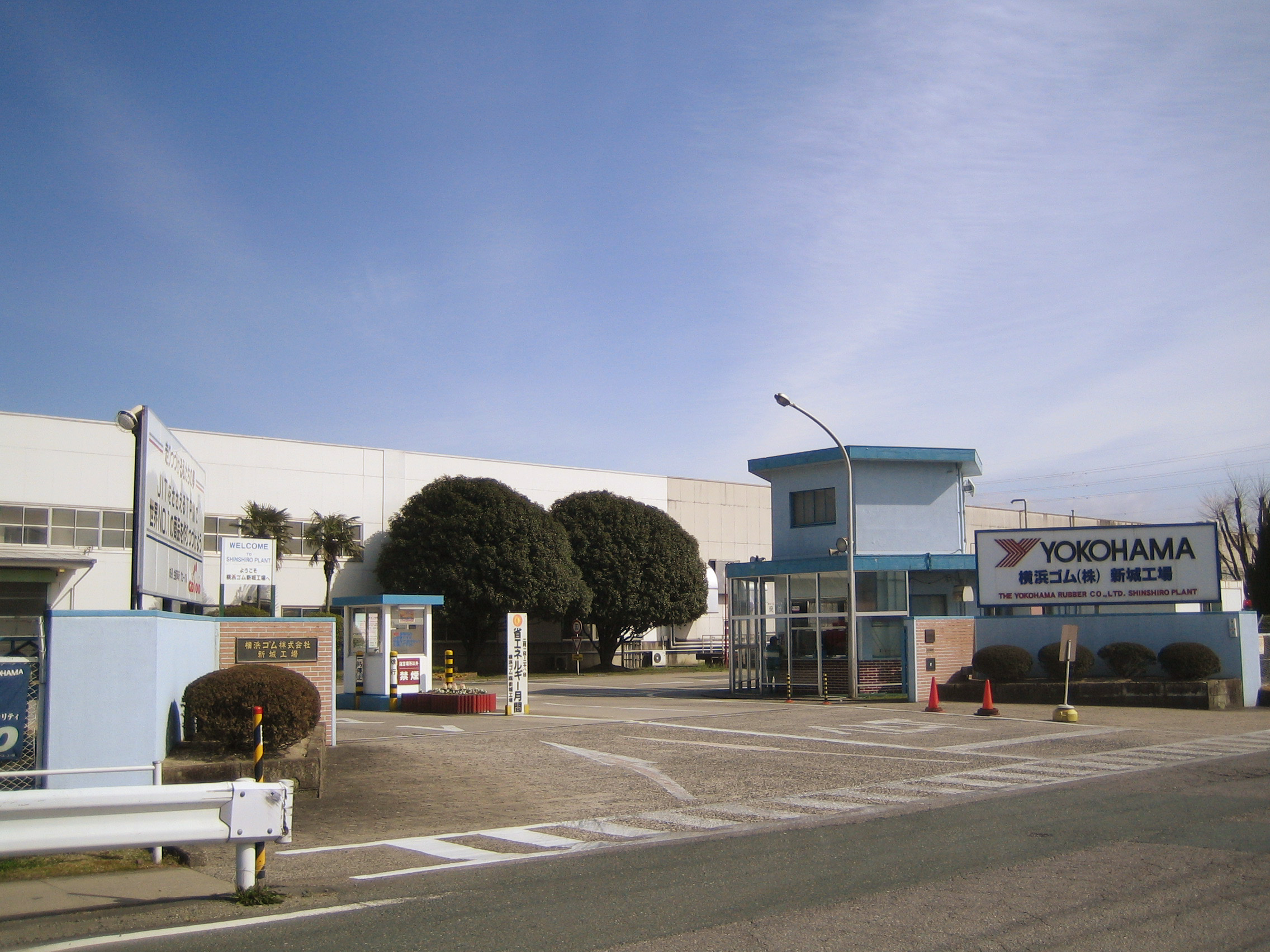
新城工場

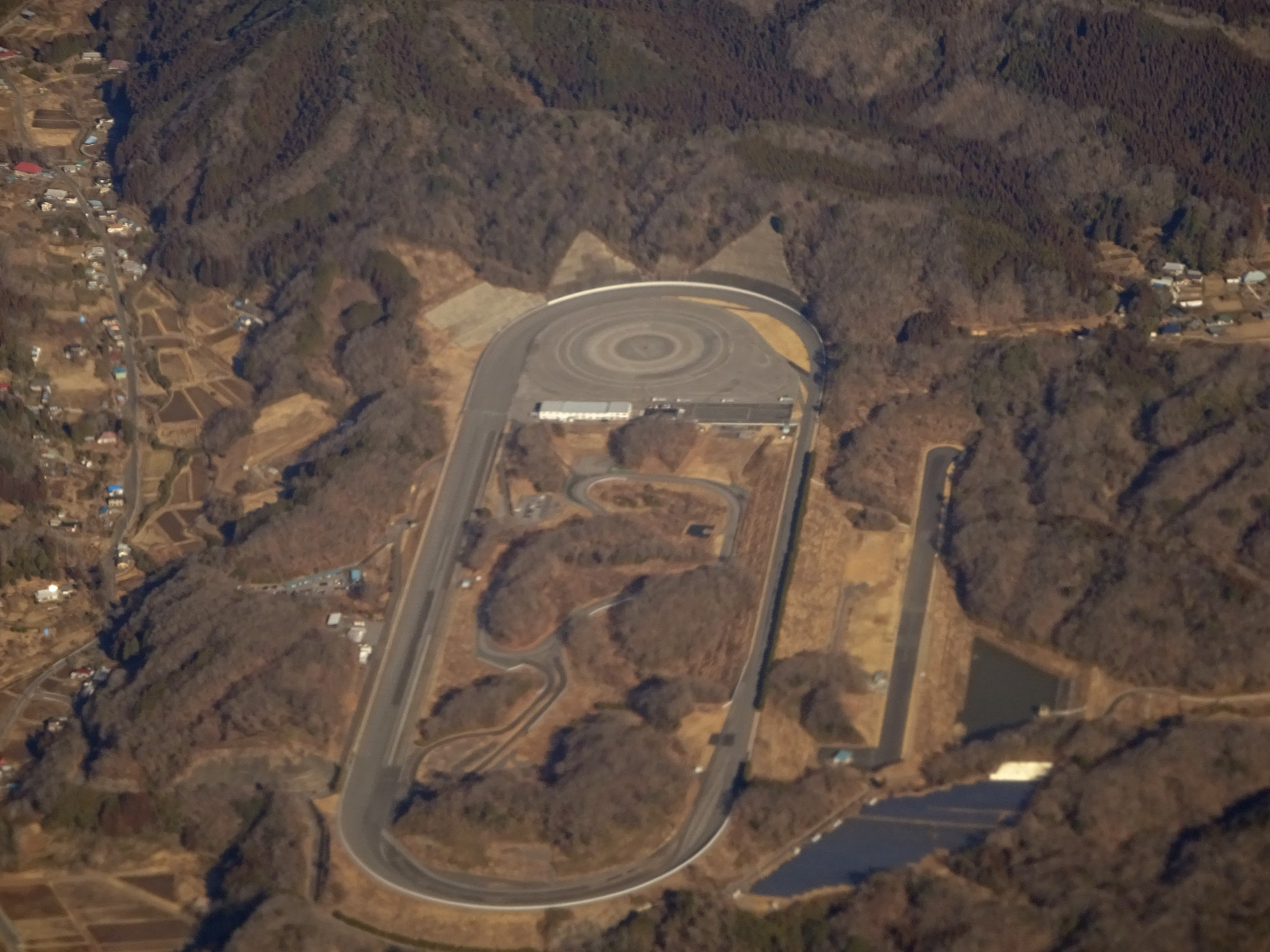
横浜ゴム総合タイヤテストコース（茨城県久慈郡・空撮）

- 平塚製造所、平塚東工場 - 神奈川県平塚市
- 長野工場 - 長野県下伊那郡高森町、同郡豊丘村
- 三島工場 - 静岡県三島市
- 新城工場、新城南工場 - 愛知県新城市
- 三重工場 - 三重県伊勢市
- 尾道工場 - 広島県尾道市

※1995年までは上尾工場（埼玉県上尾市）が存在したが、現在は「上尾物流センター」として機能している。
テストコース
- D-PARC（総合タイヤテストコース） - 茨城県久慈郡大子町
- 北海道タイヤテストセンター - 北海道旭川市神居町（旧旭川競馬場跡地）

## 主要関係会社

### 日本国内のグループ企業
- タイヤガーデン
- グランドスラム
- タイヤタウン

### 日本国外のグループ企業
- YOKOHAMA TIRE CORPORATION（アメリカ）
- YOKOHAMA TIRE (CANADA) INC（カナダ）
- YOKOHAMA TYRE AUSTRALIA PTY., LTD.（オーストラリア）（A.C.N.001-361 459）
- YOKOHAMA EUROPE GmbH（ドイツ）
- YOKOHAMA TIRE PHILIPPINES, INC.（フィリピン）
- YOKOHAMA TYRE VIETNAM INC.（ベトナム）
- YOKOHAMA RUBBER (CHINA) CO., LTD.（中国）
- YOKOHAMA TIRE MANUFACTURING（THAILAND） CO.,LTD.（タイ）
- YOKOHAMA RUBBER (THAILAND) CO., LTD（タイ）
- YOKOHAMA RUS (RUSSIA)
- Alliance Tire Company (India)

## 提供番組

### 現在
- ZIP! - 日本テレビ系列、金曜日スポンサー（7時50分ごろ）
- 秘密のケンミンSHOW→秘密のケンミンSHOW 極（2015年4月〜） - 読売テレビ制作・日本テレビ系列
- 水曜21時枠刑事ドラマ - テレビ朝日系列
- news23 - TBS系列、月 - 木曜日隔週後半ナショナルスポンサー・金曜日隔週中盤ナショナルスポンサー
- 安住紳一郎の日曜天国 - TBSラジオ（10時台前半の交通情報）

### 過去
- 火曜ワイドスペシャル - フジテレビ系列（1970年代に同枠で中継されたプロボクシング世界タイトルマッチのスポンサーを務め、出場選手のセコンドのトレーナーに「YOKOHAMA」の文字が入っていた）[17]
- 全日本プロレス中継→土曜スペシャル - 日本テレビ系列
- ゴールデン洋画劇場 - フジテレビ系列（1980年代に提供。一時期降板後、1990年代後半から再提供。ゴールデンシアター放送終了まで提供）
- プロ野球ニュース - フジテレビ系列、1980年代に提供。
- とんねるずのみなさんのおかげでした - フジテレビ系列
- ジャンクSPORTS（〜2010年3月） →爆笑レッドカーペット（2010年4月〜8月）- フジテレビ系列
- ニュースJAPAN（隔日） - フジテレビ系列（新潟総合テレビ除く、2010年代に提供）
- サプライズ→SUPER SURPRISE→1900の水曜（1900は「脱出ゲームDERO!」分） - 日本テレビ系列
- 報道ステーション - テレビ朝日系列、水曜21時枠刑事ドラマへ移行
- 青春の日本列島→青春ING→吉川なよ子の爽やかゴルフ（1987年4月〜1993年3月）→塩谷育代のゴルフ魅せます（1993年4月〜1999年3月） - テレビ東京系列（古河グループの1社として提供に参加）
- Sound Cruising with YOKOHAMA TIRE / Driving Navigator by ADVAN - TOKYO FM
- フロンティアーズ〜明日への挑戦 supported by ヨコハマタイヤ - TOKYO FM
- ディア・フレンズ - TOKYO FM制作・JFN系列
- 松任谷由実のYuming Chord - TOKYO FM制作・JFN系列
- ゆずのオールナイトニッポンGOLD - ニッポン放送制作
- 近藤真彦 くるくるマッチ箱 - 文化放送
- 明治安田レディス ヨコハマタイヤゴルフトーナメント - テレビ東京系列